# Chaetopleurophora nigroscutellata
Chaetopleurophora nigroscutellata är en tvåvingeart som beskrevs av Borgmeier 1969. Chaetopleurophora nigroscutellata ingår i släktet Chaetopleurophora och familjen puckelflugor.
Artens utbredningsområde är Kuba. Inga underarter finns listade i Catalogue of Life.